# Somalische egel
De Somalische egel (Atelerix sclateri)  is een zoogdier uit de familie van de egels (Erinaceidae). De wetenschappelijke naam van de soort werd voor het eerst geldig gepubliceerd door Anderson in 1895.